# Казарми Швайковського (Івано-Франківськ)
Казарми Швайковського розташовані на вул. Камінського (Франка).

## Історія
У кінці ХІХ століття на вул. Камінського створюються дерев'яні бараки для двох рот 58 полку інфантерії (піхоти), що розквартировувався у Станиславі. В описах ці будівлі більше відомі як блокгаузи. Блокгаузи могли містити не більше 400 чоловік. Згодом біля бараків почали будувати так звані «муровані арешти». Як бараки, так і гауптвахта були на землях Швайковського, які в народі носили назву «кошари Швайковського».
Декілька років по тому, солдати змушені були залишити бараки-блокгаузи. На початку ХХ століття там створили монастир католицького ордену альбертинців, котрі акцентували свою увагу на допомозі безхатькам.
Військові мали плани на ці землі, зокрема керівництво 10 армійського корпусу у Львові почало листування із магістратом з пропозицією побудови кам'яних бараків. У свою чергу вони звернулись до місцевої влади, яка безпосередньо повинна була цим займатись. Головним ініціатором був повітовий староста Прокопчиць. Військові добились свого і почалась робота, а монастир був перенесений у інший будинок по вулиці Довгій.
До наших часів дійшли фрагменти опису, ось деякі з них:
Будинок двоповерховий, мурований, під вогнетривким покриттям (бляха цєшинська 18) має постати на вулиці Камінського головним фронтом замість партерового будинку, що мусить бути розібраний. Довжина фронту по партеру має виносити 51.0 метрів, довжина крила від реальності пожежної служби — 27.11 метрів.
Фундаменти мають бути з пісковику кар'єрів Яремчого або Ямної. Мури з добірної цегли, на вапняному розчині. Висота кімнат становитиме 3,5 метрів. В партері і на поверсі мають бути по 10 житлових приміщень, умивальня, виходки, сходова клітка, коридор.
У грудні 1905 року будівництво, яке тривало всього 9 місяців, завершилось. Хоча остаточне рішення комісія прийняла 13 лютого 1906 року. Проектом казарм займався майор Мічка. При оформленні подвір'я згадується представник фірми бетонних виробів Домінік Серафіні. Що стосується аттики, то на неї, під державним гербом, помістили не німецький, а польський напис: «ц.к. (цісарсько-королівські) нормальні казарми піхоти».
В майбутньому будинок доволі часто змінював господарів, у воєнний період тут були воєводська і повітова поліції. За німецької окупації тут перебувала українська міліція.
Мешканці згадують, що ще у повоєнні роки там містився підрозділ МВС.
Від початку 1950-х — середня школа голів колгоспів, з 1957-го — Станіславський раднаргосп.
Понад 4 роки по тому почали будівництво 3-го поверху, який начебто не порушив зовнішнього вигляду.